# Medalha Abraham Gottlob Werner
A Medalha Abraham Gottlob Werner (em alemão:  Abraham-Gottlob-Werner-Medaille) é a mais prestigiosa condecoração da Deutsche Mineralogische Gesellschaft (DMG). É classificada em ouro e prata. Com a medalha anual de prata são reconhecidas pessoas que realizaram pesquisas científicas de destaque. Com a medalha de ouro, concedida sem intervalo determinado, são reconhecidas pessoas que tenham prestado um grande serviço para a promoção da mineralogia. A medalha foi instituída em 1950 e concedida a primeira vez em 1951. É denominada em memória de Abraham Gottlob Werner, um dos fundadores da geologia e mineralogia.

## Recipientes
- 1951 Wilhelm de la Sauce[3]
- 1951 Reinhard Wüster
- 1952 Enzmann, Generaldirektor, für seine Verdienste um die Entwicklung des ostbayerischen Bergbaus
- 1953 Hennecke, Direktor, für seine Verdienste um die Entwicklung des ostbayerischen Bergbaus und die DMG
- 1961 Alfred Lange
- 1964 Bruno Sander
- 1966 Ouro: Erich Schott (Mainz)  für seine Verdienste um Glasforschung und Technologie, seiner Bemühungen um Pflege und Förderung der Naturwissenschaften und seiner Tätigkeit als Mittler zwischen Wissenschaft und Technik
- 1970 Eduard Wenk[4]
- 1971 Prata: Fritz Laves (Zürich) für seine Arbeiten auf dem Gebiet der Strukturen von metallischen Verbindungen und Feldspäten
- 1973 Hatten Schuyler Yoder[5]
- 1976 Prata: Karl Richard Mehnert für die petrographische und geochemische Erforschung der das tiefere Grundgebirge aufbauenden Gesteine
- 1977 Ouro: Franz Karl Goerlich
- 1977 Prata: Helmut Gustav Franz Winkler
- 1980 Prata: Wolf von Engelhardt
- 1981 Prata: Heinz Jagodzinski (Munique)
- 1983 Prata: André Guinier (Paris) für seine Arbeiten auf dem Gebiet der theoretischen und experimentellen Untersuchungsmethoden der diffusen Streuung von Röntgenstrahlen
- 1983 Karl Jasmund
- 1984 Prata: Josef Zemann (Viena)
- 1984 Prata: Albert Streckeisen (Berna) für seine Erfolge zur Systematik der magmatischen Gesteine
- 1985 Prata: Edwin Woods Roedder für seine Forschungen zu Flüssigkeitseinschlüssen in Mineralen
- 1986 Prata: P.M. de Wolff
- 1987 Prata: Peter John Wyllie (Pasadena) für seine Leistungen auf dem Gebiet der experimentellen und theoretischen Petrologie
- 1990 Prata: Friedrich Liebau (Kiel) für seine Leistungen auf dem Gebiet der Mineralogie
- 1991 Prata: Werner Schreyer (Bochum) für seine Leistungen auf dem Gebiet der experimentellen Mineralogie und Petrologie und die Anwendung der Ergebnisse auf die natürlichen Gesteine
- 1993 Prata: Zdenek Johan (Orléans) für seine Leistungen auf dem Gebiet der mineralogisch orientierten Lagerstättenforschung
- 1994 Prata: Ekhard Salje (Cambridge) für seine Leistungen auf dem Gebiet der Kristallographie und Mineralogie
- 1995 Ouro: Günther Friedrich (Aachen) für die Förderung der mineralogischen Wissenschaft sowie seine wissenschaftlichen Arbeiten auf den Gebieten der Mineralogie und der Lagerstättenlehre
- 1996 Prata: Karl Hans Wedepohl (Göttingen) für seine Arbeiten auf dem Gebiet der Geochemie und zugleich für seine Verdienste um die Förderung der mineralogischen Wissenschaft
- 1997 Prata: Theo Hahn (Aachen) für seine Leistungen in der Kristallographie
- 1998 Prata: David Headley Green (Canberra) für Leistungen in der Petrologie
- 1999 Ouro: Hans-Dietrich Maronde (Bonn) für Verdienste um die Förderung der mineralogischen Wissenschaften als Fachreferent der DFG
- 1999 Prata: Heinrich Wänke (Mainz) für Leistungen in Geochemie und Kosmochemie
- 2002 Prata: Volkmar Trommsdorff (Zürich) für Petrologie magmatischer Gesteine, insbesondere der Alpen
- 2003 Prata: Ahmed El Goresy (Mainz) für Mineralogie extraterrestrischer Gesteine
- 2004 Prata: Friedrich Seifert (Bayreuth) für Arbeiten zur experimentellen und theoretischen Petrologie und der Spektroskopie von Mineralien und Silikatschmelzen
- 2005 não concedida
- 2006 Prata: Jochen Hoefs (Göttingen) für Arbeiten zum Verständnis der Isotopengeochemie der Elemente Wasserstoff, Lithium, Kohlenstoff, Sauerstoff und Schwefel
- 2007 Prata: Herbert Kroll (Münster) für Forschungen zum Verständnis der Mischkristallbildung, Metrik, Struktur, Thermodynamik, zur Synthese und zum Ordnung/Unordnungsverhalten von Modellmineralen
- 2008 Prata: Martin Okrusch (Würzburg) für Forschungen auf dem Gebiet der regionalen Petrographie
- 2008 Prata: David C. Rubie (Bayreuth) für Forschungen zur Kinetik metamorpher Reaktionen und zum Zusammenhang zwischen Rheologie und Transformationsplastizität
- 2009 Prata: Andrew Putnis (Münster) für Forschungsarbeiten auf dem Gebiet der Phasenumwandlungen und der Mineral-Fluid-Wechselwirkungen
- 2010 Prata: Hans-Rudolf Wenk (Berkeley) für mineralogische Forschungsarbeiten zur Gesteinsdeformation und der Defektanalyse von Mineralen
- 2011 Prata: Herbert Palme (Köln)
- 2012 Prata: Bernhard J. Wood (Oxford) für seine Arbeiten auf dem Gebiet der experimentellen und theoretischen Petrologie, Geochemie und Mineralogie sowie der thermodynamischen Eigenschaften von Mineralen und Fluiden
- 2013 Ouro: Heidi Höfer (Frankfurt) für ihre langjährige ehrenamtliche Arbeit als Pressesprecherin der DMG
- 2013 Prata: François Holtz (Hannover) für seine Arbeiten auf dem Gebiet der experimentellen Petrologie
- 2014 Prata: Klaus Keil (Honolulu) für seine Forschungsarbeiten über die Mineralogie und Geochemie extraterrestrischen Materials